# Фабрика зірок
«Фа́брика Зіро́к» — телевізійний проєкт — талант-шоу, створене для підтримки молодих виконавців. 

## Історія
«Фабрика Зірок» — український аналог телепроєкту телекомпанії «Ендемол» (англ. Endemol) «Академія Зірок» (англ. Star Academy). Ідея цього проєкту належить іспанській компанії «Джестм'юзік» (англ. Gestmusic), яка є філією «Ендемол». Однак першою країною, яка почала трансляцію проєкту 20 жовтня 2001 стала Франція. Через два дні після того, як програма вийшла у Франції, шоу під назвою «Операція Тріумф» (ісп. Operación Triunfo) вийшло на екрани Іспанії.
«Академія Зірок» посідає другу позицію за популярністю після шоу «Великий Брат». Аналогічні «Академії зірок» програми відкрили близько 50 держав.
Велику відповідальність за учасників реаліті-шоу несуть музичні продюсери. У різний час «Фабрикою зірок» керували Ігор Матвієнко (серед його підопічних — гурти «Любе», «Іванушки»), Макс Фадєєв (продюсував Лінду, творець «Глюк'оzи») і навіть Алла Пугачова.
В Україні проєкт «Фабрика зірок» стартував вперше влітку 2007 року, на «Новому каналі», а продюсером виступила Алла Ліповецька. Проєкт тривав до 30 грудня 2007 року.
Восени 2008 року українським глядачам було репрезентовано другий сезон шоу — «Фабрика зірок-2», який продюсувала українська співачка Наталя Могилевська.
В кінці жовтня 2009 року стартував проєкт «Фабрика зірок-3». Продюсер «Фабрики зірок-3» — Костянтин Меладзе спільно з телеканалом привласнював собі артистів та їх появу на проекті.
Після довгої перерви 2011 року стартував 4 сезон української «Фабрики зірок», який очолив музичний продюсер Сергій Кузін.

## Правила
Вимоги до конкурсантів: вік учасників від 16 до 30 років та яскрава індивідуальність.
За умовами шоу, учасники мають працювати над собою, удосконалюватися. Після ретельного відбору із всіх кандидатів залишаться тільки 16 осіб. Ці 8 юнаків й 8 дівчат мають жити на час проєкту у «зоряному будинку». Там вони виконують щодня психологічні завдання й вправи, удосконалюють свій голос, фігуру й пластику.
Кожного тижня підбиваються підсумки плідної роботи учасників. Після гала-концерту члени журі обирають найслабкіших учасників, глядачі можуть проголосувати за того кандидата, якого номіновано на виліт, що, на їхню думку, повинен залишитися. Другого слабкого учня рятують самі «фабриканти».
У фіналі залишаться шестеро «фабрикантів». З них обирають трьох переможців.

## Фабрика Зірок 1
- Олександр Бодянський — переможець
- Ольга Цибульська — переможець
- Христина Кім
- Віталій Бондаренко (Галай)
- Даша Астаф'єва
- Юлія Борза
- Євген Толочний
- Дмитро Каднай
- Катя Веласкес
- Саша Ільчишин
- Віталій Яровий
- Елізабет Анум-Дорхусо
- Жека Мільковський
- Даша Коломієць
- Тарас Чернієнко
- Аріна Домськи

## Фабрика Зірок 2
- Володимир Дантес (Володимир Гудков) — переможець
- Вадим Олійник — переможець
- Анастасія Востокова
- Кіра Шайтанова
- Регіна (Регіна Тодоренко)
- Аліса Тарабарова (Світлана Тарабарова)
- Марк Савін (Валентин Савенко)
- Анна Мухіна (Анна Зенкова)
- Ліна Міцукі
- Олена Виноградова (Олена Кушниренко)
- Борис Апрєль (Борис Круглов) (нині відома як Зіанджа)
- Кара Кай
- Денис Деканін
- Влад Дарвін
- Макс Барських (Микола Бортник)
- Гурген

## Фабрика Зірок 3
- Стас Шурінс (Стас Шурін) — переможець
- Коля Сєрга — 3 місце
- Олексій Матіас (Олексій Саченок) — 2 місце
- Єва Бушміна (Яна Швець) — 5 місце
- Віталий Чірва
- Анастасія Пліс
- Василь Нагірняк
- Тетяна Воржева
- Артем Мєх
- Ірина Крестініна — 8 місце
- Еріка (Анастасія Кочетова) — 6 місце
- Санта Дімопулос
- Брати Борисенки (Олександр та Володимир Борисенки) — 4 місце
- Аліна Астровська (Аліна Бредун)
- Сабріна Абдулла — 7 місце
- Андрій Філліпов
- Павло Лі
- Юнак Любов Лавіка

## Фабрика Зірок 4 (2011)
Учасники за місцем:
1. Юлія Руднєва — І місце, Переможець
2. Євген Білозеров — II місце
3. Соня — III місце
4. Даша Доріс Легейда Дар'я Анатоліївна
5. Сергій Клімєнтьєв
6. Антон Клімік
7. Ксенія Ланова
8. Паша Захарчук
9. Сніжана Фірсова
10. Юра Ключник
11. Міша Соколовський
12. Пауліна
13. Денис Любимов
14. Ганна Волошина
15. Маша Гойя
16. Діма Камінський

## Фабрика. Суперфінал (2010)
- Олексій Матіас (Олексій Саченок) (ФЗ 3) — переможець
- Еріка (Анастасія Кочетова) (ФЗ 3) — 2 місце
- Дмитро Каднай (ФЗ 1) — 3 місце
- Володимир Дантес (Володимир Гудков) (Переможець ФЗ 2)
- Стас Шурінс (Стас Шурін) (Переможець ФЗ 3)
- Брати Борисенко (Олександр та Володимир Борисенко) (ФЗ 3)
- Аліса Тарабарова (Світлана Тарабарова) (ФЗ 2)
- Микола Сєрга (ФЗ 3)
- Макс Барських (Микола Бортник) (ФЗ 2)
- Борис Апрєль (Борис Круглов) (ФЗ 2)
- Вадим Олійник (Переможець ФЗ 2)
- Ольга Цибульська (Переможець ФЗ 1)
- Регіна (Регіна Тодоренко) (ФЗ 2)
- Єва Бушміна (Яна Швець) (ФЗ 3)"5 місце""
- Елізабет (ФЗ 1)
- Віталій Галай (ФЗ 1)

## Педагоги
- Ведучі: Марія Єфросініна та Андрій Доманський
- Шеф-редактор, директор: Олексій Семенов (учасник «Фабрики звёзд-2» у Росії).
- Продюсери:
1 сезон — Юрій Нікітін (Ірина Білик, Вєрка Сердючка, «Авіатор», неАнгели).
2 сезон — Наталя Могилевська
3 сезон — Костянтин Меладзе
Супер Фінал — Наталя Могилевська та Костянтин Меладзе
4 сезон — Сергій Кузін
- Вокал: Олена Гребенюк — оперна співачка.
- Хореографія: Олена Коляденко — хореограф-постановник, керівник балету «FreeDom».
- Майстерність актора: Роман Віктюк — культовий режисер, актор, сценарист.
- Фітнес: Лілія Подкопаєва — абсолютна чемпіонка Європи, світу й Олімпійських ігор зі спортивної гімнастики.
- Стилісти: Анжела Лисиця, Володимир Тарасюк.
- Режисер-постановник: Макс Паперник — відомий український кліпмейкер.
- Психолог: Вадим Колесніков.

## Скандали
Новий телеканал і Костянтин Меладзе вважають появу іноземного виконавця на кастингу "Фабрики зірок" дивом, привласнили собі артиста, який дивом опинився з Риги на кастингах у Києві. Попри резонанс справи ніхто з організаторів і продюсерів проєкту української "Фабрики зірок" не підтвердив крадіжку артиста Стаса Шуріна у компанії TUARON та її керівника - Anton Sova. За версією Музвар випадок артиста з продюсером увійшов до ТОП-5 найвідоміших випадків розриву взаємин у музичній індустрії України.  
Визнати наявність у артиста менеджера означало б самому артисту втратити місце під час конкурсу і надалі мати юридичні наслідки для всіх сторін. Сам артист відхрестився від ділових стосунків з Anton Sova і компанією TUARON заради збереження місця в конкурсi "Фабрики зірок-3" в якому він у результаті здобув перемогу.